# Ganz csuklós motorkocsi
A Ganz csuklós motorkocsi egy Ganz által gyártott típus, amit speciálisan az M1-es metróvonalra terveztek. A főváros második alacsony padlós járműsorozata. Az első két kocsit (21–22) 1971-ben, az utolsó kettőt (42–43) pedig 1987-ben gyártották. A maradék kocsikat (23–41) 1973-ban készítették el.

## Története
Az M1-es metróvonal hosszabbításához kapcsolódóan az 1896 óta közlekedő járműállomány teljes selejtezéséről határoztak. Az új járműtípus tervezésére a megbízást a Ganz–MÁVAG kapta meg. 1971-re el is készült az első két prototípus 21-es és 22-es pályaszámmal, amik még ebben az évben megkezdték a 20 000 kilométeres próbafutásukat az M1-esen, kezdetekben üzemzárás után üresen, majd később ólomcsövekkel rakottan. A próbafutás végén már utasforgalomban is részt vettek a kocsik. 1973 végén a 21–24-es kocsik a 62-es viszonylaton is szállítottak utasokat. A kocsik alacsony belmagassága miatt ebben az időben rendes villamos áramszedőt szereltek rájuk. A kocsik később is előfordultak a budapesti villamosvonalakon, de utasok nélkül. 1973 decemberére elkészült a 21 darabos flotta, amik 21–41 pályaszámon álltak forgalomba. 1987-ben a megnövekedett utasforgalom miatt a BKV további négy darabot kívánt beszerezni a Ganztól, azonban végül csak két szerelvény készült el: ezek 42-es és 43-as pályaszámmal, április 8-án álltak forgalomba.
A kisföldalatti 1995-ös rekonstrukciója során a járműpark is felújításon esett át: kicserélték az utastéri üléseket, tűz- és vandálbiztos dekorit lemezborítást, műanyag padlóburkolatot, lámpatesteket és bőrből készült kapaszkodókat kaptak a szerelvények. Ugyanekkor szerelték be az utasok és a vezető közötti kommunikációt biztosító vészjelzőt, illetve a feketedobozt is. Cserén estek át az alagútkeretek és a forgóvázak, továbbá azok járulékos alkatrészei is.